# Corroios
Corroios – miasto w Portugalii. Według danych szacunkowych na rok 2008 liczy 57 687 mieszkańców.